# Kamienica przy ulicy Zacisze 1 w Katowicach
Kamienica przy ulicy Zacisze 1 w Katowicach – zabytkowa kamienica, położona przy ulicy Zacisze 1 w Katowicach, w dzielnicy Śródmieście. Powstał ona w 1937 roku w stylu funkcjonalizmu według projektu Stanisława Tabeńskiego.

## Historia
Kamienica została oddana do użytku w 1937 roku. Jej budowa rozpoczęła się we wrześniu 1936, roku, a jej ukończenie nastąpiło 19 października 1937 roku. Została ona wybudowana dla dr. Władysława Kowalskiego, a za jej projekt odpowiadał Stanisław Tabeński.
Kamienica ta powstała z przeznaczeniem na mieszkania – pierwotnie znajdowały się w niej cztery mieszkania czteroizbowe, trzy mieszkania sześcioizbowe, jedno mieszkanie siedmioizbowe, pralnia, kotłownia, piwnice i strych.
W dniu 2 lipca 1992 roku kamienica została wpisana do rejestru zabytków, zaś dwa lata później, w 1994 roku kamienica przeszła modernizację.
We wrześniu 2022 roku w systemie REGON zarejestrowanych było 10 przedsiębiorstw z siedzibą przy ulicy Zacisze 1. Działały tutaj wówczas m.in.: kancelarie prawne, gabinety rehabilitacji i gabinet psychoterapii.

## Charakterystyka
Zabytkowa kamienica położona jest przy ulicy Zacisze 1 w katowickiej dzielnicy Śródmieście. Jest ona zlokalizowana w narożu ulic Zacisze i Wojewódzkiej. 
Jest to budynek o prostej bryle, z regularną i harmonijną kompozycją, wybudowany z cegły i tynkowany. Kamienica ta pokryta jest płaskim dachem. Powierzchnia użytkowa budynku wynosi 1 700 m², zaś powierzchnia zabudowy 493 m². Posiada on pięć kondygnacji nadziemnych oraz podpiwniczenie.
Kamienica zaprojektowana została w stylu funkcjonalizmu, a poszczególne elewacje pozbawione są dekoracji. Na północnej elewacji znajduje się sześcioosiowy ryzalit biegnący przez wszystkie kondygnacje. Od pierwszej do czwartej kondygnacji zaprojektowano tam rzędy okien trójdzielnych, zaś na ostatniej jest sześć dwudzielnych okien. Na elewacji wschodniej charakterystycznym elementem jest profilowany uskokowo ośmioosiowy ryzalit, wypełniający rzędy okien w podobny sposób jak na elewacji od strony ulicy Wojewódzkiej. Na dwóch środkowych osiach, na kondygnacjach od drugiej do czwartej znajdują się balkony z metalowymi balustradami. Narożnik kamienicy jest cofnięty względem pozostałych frontowych elewacji i wypełniają go narożne okna.
Główne wejście do kamienicy znajduje się na drugiej osi. Posiada ono dwuskrzydłowe, drewniane drzwi z nadświetlem, a do nich prowadzą kamienne schody. 
Kamienica jest wpisana do rejestru zabytków pod numerem A/1472/92 – ochroną objęty jest cały budynek. Budynek wpisany jest także do gminnej ewidencji zabytków miasta Katowice, a na podstawie przepisów miejscowego planu zagospodarowania przestrzennego uchwalonego 28 maja 2014 roku wytyczono ponadto strefę ochrony konserwatorskiej obejmującą m.in. tę kamienicę.